# Ismaeel Mohammad
Ismaeel Mohammad (tiếng Ả Rập: إسماعيل محمد; sinh ngày 5 tháng 4 năm 1990) là một cầu thủ bóng đá chuyên nghiệp người Qatar hiện thi đấu ở vị trí tiền vệ cho câu lạc bộ Al-Duhail tại Qatar Stars League và đội tuyển quốc gia Qatar.

## Thống kê sự nghiệp

### Bàn thắng quốc tế
Bàn thắng và kết quả của Qatar được để trước.
| #  | Ngày                 | Địa điểm                                       | Đối thủ   | Bàn thắng | Kết quả | Giải đấu                                   |
| -- | -------------------- | ---------------------------------------------- | --------- | --------- | ------- | ------------------------------------------ |
| 1. | 27 tháng 12 năm 2014 | Sân vận động Abdullah bin Khalifa, Doha, Qatar | Estonia   | 3–0       | 3–0     | Giao hữu                                   |
| 2. | 28 tháng 8 năm 2015  | Sân vận động Jassim Bin Hamad, Doha, Qatar     | Singapore | 4–0       | 4–0     | Giao hữu                                   |
| 3. | 3 tháng 9 năm 2015   | Sân vận động Jassim Bin Hamad, Doha, Qatar     | Bhutan    | 14–0      | 15–0    | Vòng loại World Cup 2018                   |
| 4. | 21 tháng 3 năm 2018  | Basra Sports City, Basra, Iraq                 | Iraq      | 3–1       | 3–2     | International Friendship Championship 2018 |